# شیخ‌کوی، قسطمونی
شیخ‌کوی (به ترکی استانبولی: Şeyhköy) یک منطقهٔ مسکونی در ترکیه است که در قسطمونی واقع شده‌است.